# РПУ-14
РПУ-14 (Индекс ГРАУ — 8У38) — советская буксируемая реактивная пусковая установка.

## История создания
В 1950-е в ГСОКБ-43 была начата разработка буксируемой реактивной пусковой установки для стрельбы реактивными снарядами РСЗО М-14. В 1956 году опытные образцы завершили заводские испытания. Два опытных образца были отправлены и прошли полигонные испытания, которые проходили с 3 мая по 7 июня 1957 года.

## Описание конструкции
Основным назначением РПУ-14 было использование в ВДВ. Реактивная пусковая установка способна десантироваться на специальной платформе парашютными способом. Конструкция лафета заимствована от 85-мм пушки Д-44. Станины трубчатого типа, при разведении автоматически выключается торсионный механизм подрессоривания. Нижний станок состоит из стальной полуотливки, в которой размещён механизм подрессоривания и механизм горизонтирования. На нижнем станке располагается верхний станок, в котором закреплён миномётный панорамный прицел МП-46М со сварной люлькой. В люльке находится пакет с 16-ю направляющими. Время перевода из походного положения в боевое и обратно составляет 2 минуты. Транспортировка установки осуществлялась с помощью ГАЗ-69, тягача повышенной проходимости или в кузове грузового автомобиля. В полевых условиях на небольшие расстояния установку может буксировать боевой расчёт.

## Тактико-технические характеристики
- Калибр: 140 мм
- Количество направляющих: 16
- Вес: 0,98 т
- Длина: 4,04 м
- Ширина: 1,8 м
- Высота: 1,6 м
- Расчет: 5 человек

## Боеприпасы
Основным типом боеприпасов являлись реактивные осколочно-фугасные снаряды М-14-ОФ и М-14Д. Заряжание установки происходило в ручную. Полный цикл заряжания составляет 3 минуты. Полный залп производится за 8—10 секунд. Запуск ракет производится с выносного пульта из укрытия, на расстоянии от 50 до 80 метров.
| Боеприпасы установки РПУ-14 |             |                    |                   |                   |                           |                                                |                            |
| Название снаряда            | Индекс ГРАУ | Тип снаряда        | Длина снаряда, мм | Масса снаряда, кг | Масса ВВ, кг              | Дальность стрельбы максимальная/минимальная, м | Год принятия на вооружение |
| М-14-ОФ                     | ОФ-949      | осколочно-фугасный | 1086              | 39,60             | 4,20                      | 9800 / 1000                                    | 1952                       |
| М-14Д                       | Д-949       | дымовой            | 1051              | 40,28             | 0,33 + 3,6 (белый фосфор) | 10060 / 1000                                   | 1955                       |

## Операторы
- Конго — некоторое количество, по состоянию на 2024 год[4], поставлялся из СССР под обозначением БМ-16.

Бывшие операторы
- СССР
- КНДР — 50 единиц РПУ-14 поставлены из СССР в период с 1960 по 1965 годы[5]

## Оценка проекта

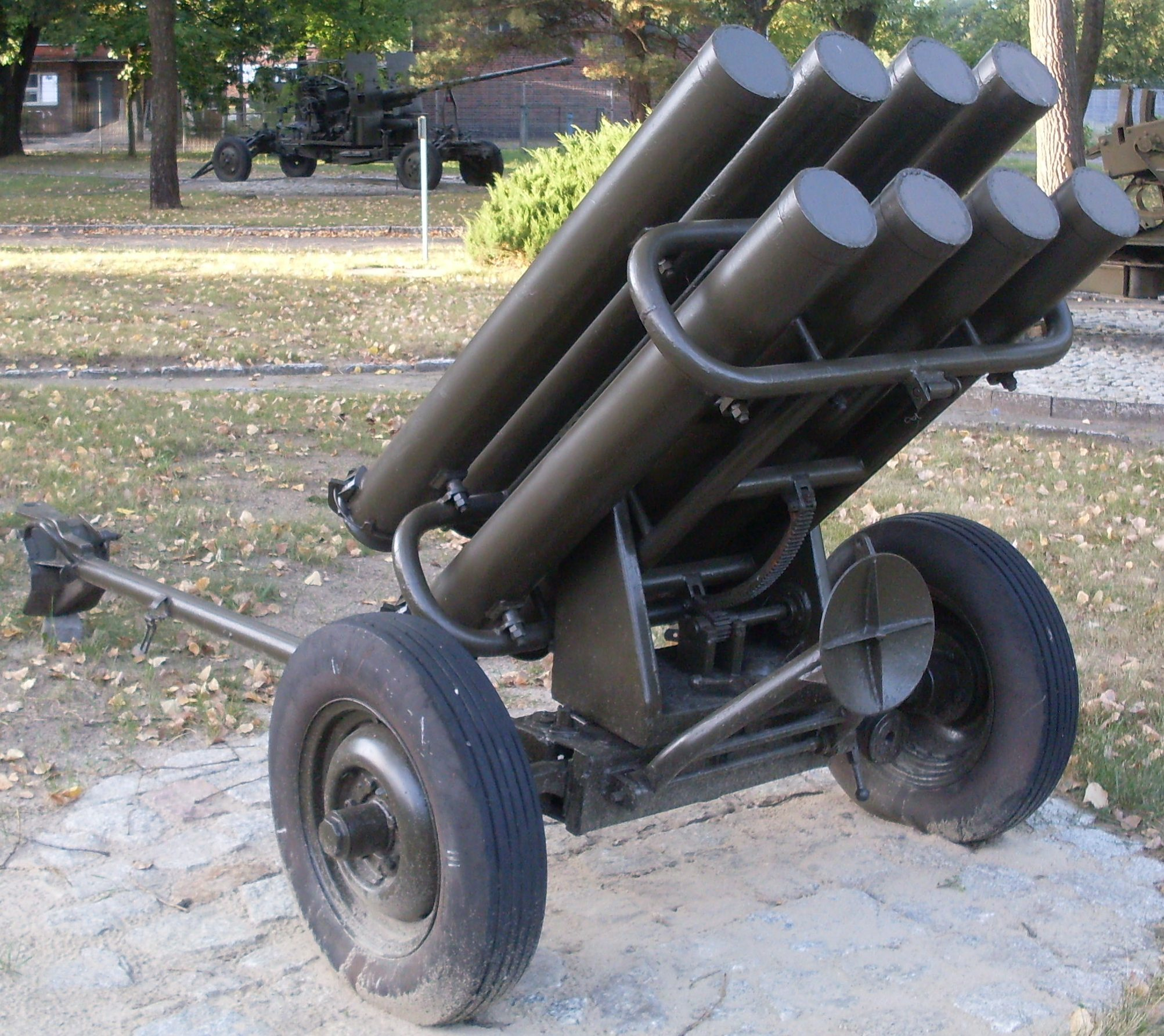
Польская реактивная пусковая установка WP-8

Установка РПУ-14 удачно сочетает в себе относительно малые размеры и массу с высокой огневой мощью. Зарубежными аналогами являются польские установки WP-8 с меньшим в два раза количеством направляющих, китайские 12-ствольные установки Тип 63 калибра 107 мм и югославские 32-ствольные M-63 Plamen калибра 128 мм. Несмотря на некоторые преимущества, с 1967 года РПУ-14 в ВДВ СССР стали заменяться на более совершенную РСЗО 9К54 «Град-В».